# Autour d'une enquête
Pour plus de détails, voir Fiche technique et Distribution.
Autour d'une enquête (Voruntersuchung) est un film franco-allemand réalisé par Robert Siodmak en 1931, tourné en Allemagne en deux versions simultanément.

## Synopsis
Fritz Bernt (Paul dans la version française), amant d'Erna Kabisch, est amoureux de Gerda Bienert (Greta dans la version française), sœur de son ami Walter. Désirant rompre avec Erna, il décide d'aller s'expliquer avec elle. Peu après, celle-ci est retrouvée assassinée. Le juge Konrad Bienert (Conrad dans la version française), père de Gerda et Walter, dirige l'enquête. 

## Fiche technique
- Titre français : Autour d'une enquête
- Titre allemand : Voruntersuchung
- Coréalisateur de la version française : Henri Chomette
- Scénario : Robert Liebmann (seul crédité), Häns Muller, Robert Siodmak (et, pour la version française, Raoul Ploquin, Henri Chomette), d'après la pièce de Max Alsberg et Ernst Hesse (crédité Otto E. Hesse)
- Photographie : Otto Baecker et Konstantin Irmen-Tschet (crédité Konstantin Tschet)
- Direction musicale : Eberhard Klagemann
- Décors : Erich Kettelhut
- Montage : Viktor Gertler
- Producteur : Erich Pommer, pour la UFA
- Pays :  République de Weimar /  France
- Format : Noir et blanc
- Genre :  Film policier
- Durée : 95 minutes
- Dates de sorties : 
  - République de Weimar : 20 avril 1931
  - France : 1931
- Affiche : Jacques Bonneaud (France)

## Distribution

### Version française
- Jean Périer : Conrad Bienert
- Jacques Maury : Walter Bienert
- Annabella : Greta Bienert
- Pierre Richard-Willm : Paul Bernt
- Florelle : Erna Kabisch
- Colette Darfeuil : Mella Zier
- Gaston Modot : Le commissaire Baumann
- Paul Ollivier : Anatole Scherr
- Robert Ancelin : Bruno Klatte
- Bill Bocket : Karl Zülke
- Pierre Frank : Kurt Brann
- Laila Bensedira : La chanteuse

Et Willy Rozier, Théo Tony

### Version allemande
- Albert Bassermann : Konrad Bienert
- Hans Brausewetter : Walter Bienert
- Charlotte Ander : Gerda Bienert
- Gustav Fröhlich : Fritz Bernt
- Annie Markart : Erna Kabisch
- Edith Meinhard : Mella Zier
- Gerhard Bienert : Le commissaire Baumann
- Julius Falkenstein : Anatol Scherr
- Hermann Speelmans (en) : Bruno Klatte
- Oskar Sima : Karl Zülke
- Heinrich Gretler : Kurt Brann
- Trude Brionne : Eva
- Heinz Berghaus : Le détective Schneider
- Carl Lambertin : Le détective Kriebel

Et Jakob Tiedtke